# Мусталеврія
Мусталеврія (грец. μουσταλευριά), або Мустокулура (якщо печиво) — традиційний грецький вид пудингу, який готують із виноградного сусла, змішуючи його з борошном і відварюючи до загустіння. Мусталеврія — особливо полюбляють у сезон збору винограду, коли сусло свіже.

## Історичні відомості та назви
Мусталеврія походить із Стародавньої Греції, де він був відомий під назвою oinouta (грец. οινούτα).
У часи Візантії його називали мустопіта (грец. μουστόπιτα) або пастелос (грец. πάστελλος). На сьогоднішній день, окрім звичайної назви, мусталеврія має альтернативні назви, які відрізняються від місця до місця. Наприклад, він також відомий як кефтерія на Криті, куркута на Самосі, палуз на Кіпрі та мустопіта в інших регіонах.

## Приготування

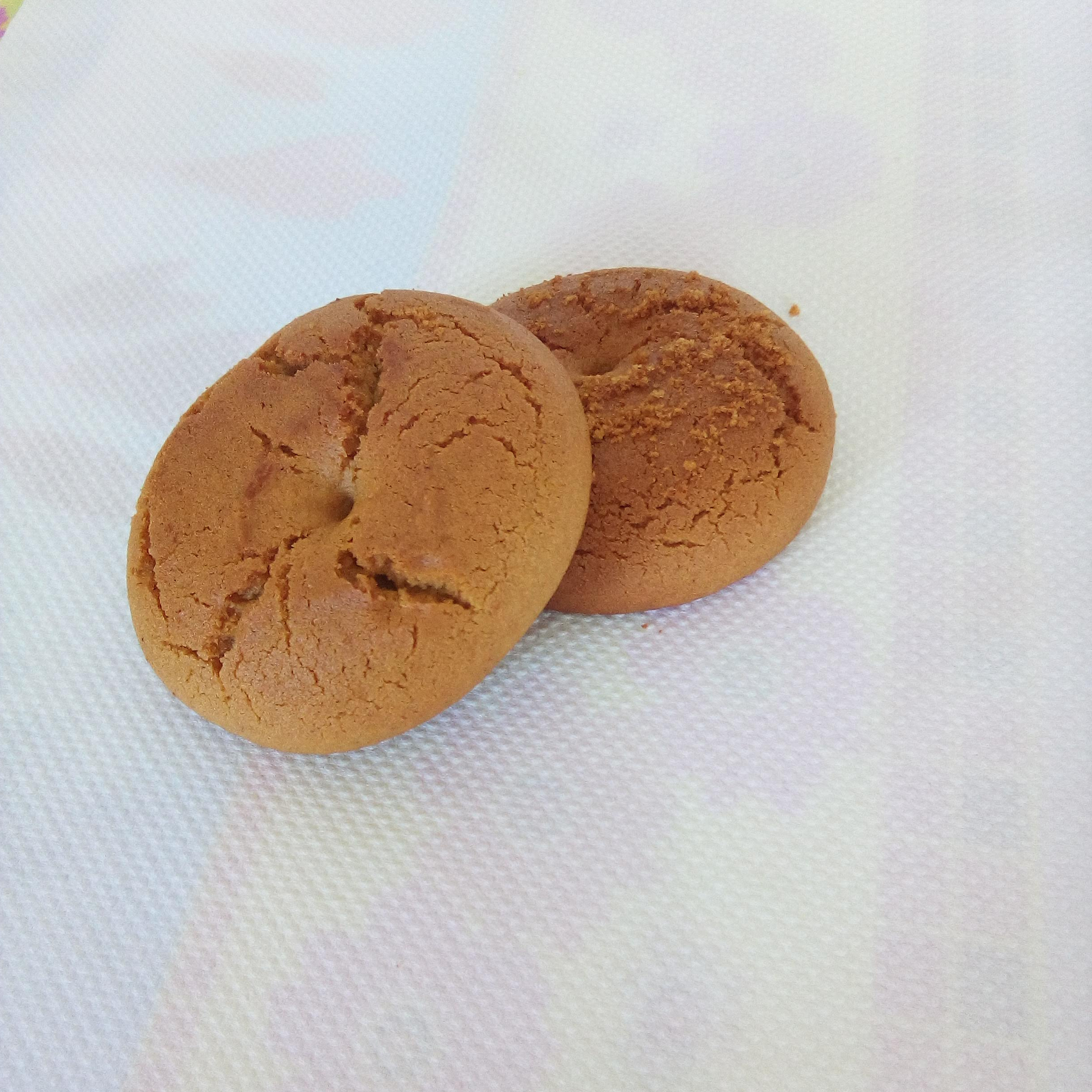
Мустокулура

Для приготування мусталеврії використовують виноградне сусло — сік з пресованого винограду до бродіння, який часто використовують як підсолоджувач в традиційних хлібних рецептах, а також при приготуванні десертів і цукерок. Виноградне сусло кип'ятять на слабкому вогні. Потім додають невелику кількість глини для очищення сусла. Після кип'ятіння додають такі інгредієнти, як борошно, цукор, манна крупа, петімезі (середземноморський виноградний сироп), кунжут, ваніль, мигдаль, волоські горіхи тощо.